# Российская гвардия
Российская гвардия (сокр. РГ) — государственная вооружённая организация для защиты конституционного строя, органов государственной власти и «демократических завоеваний многонационального народа РСФСР». Создавалась вице-президентом РСФСР А. В. Руцким и рядом других должностных лиц по указанию Президента РСФСР Б. Н. Ельцина с августа 1991 года.  Однако, формирование Российской гвардии было приостановлено в сентябре 1991 года.

## История

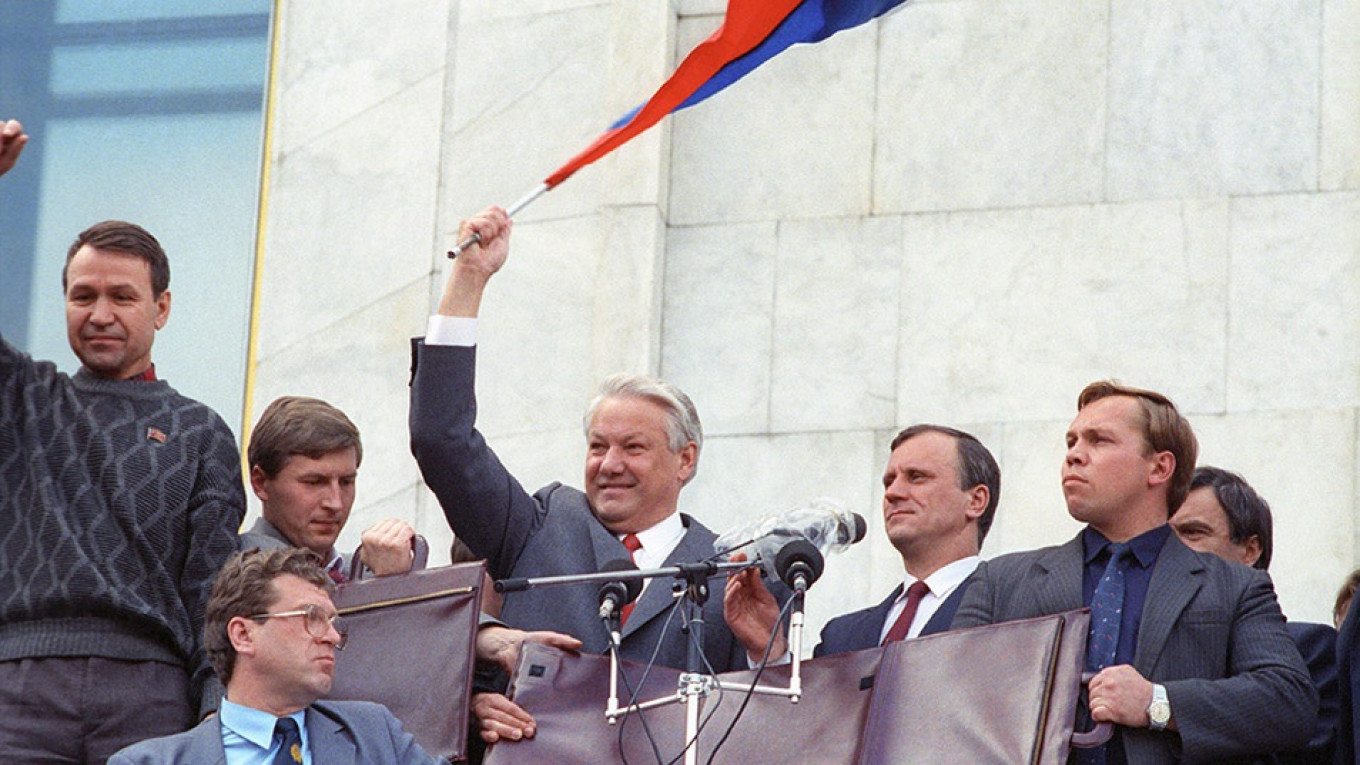
Августовский путч 1991 года стал поводом к созданию Б. Н. Ельциным Российской гвардии

После так называемого «августовского путча», события которого показали, что сторонники Б. Н. Ельцина и проводившегося под его руководством курса демократических реформ находятся под угрозой военного переворота со стороны группы высших офицеров армии и спецслужб СССР, что, в свою очередь, ставило вопрос о создании параллельного контура системы государственной безопасности и обороны, в частности, лояльных Президенту и Верховному Совету РСФСР вооружённых формирований, которые можно было противопоставить частям республиканских гарнизонов Вооружённых Сил СССР, перебрасывавшимся в Москву, а также тем частям Московского военного округа, которые могли перейти на сторону путчистов или занять выжидательную позицию.
Жизнь сурово указала нам — Россия не может чувствовать себя в безопасности без своей национальной гвардии [восторженные возгласы собравшихся и крики «Ура!»]. Вице-президенту Руцкому Александру Владимировичу уже поручено заняться этим вопросом.Из выступления Б. Н. Ельцина перед москвичами и гражданами России в связи событиями 18–19 августа 1991 г.
В соответствии с п.11 ст.121-5 Конституции РСФСР, а также решениями Чрезвычайной сессии Верховного Совета России от 21–23 августа, Президент РСФСР Б. Н. Ельцин поручил вице-президенту РСФСР А. В. Руцкому приступить к формированию Российской гвардии «для усиления защиты конституционного строя и демократических завоеваний, создания дополнительных гарантий законности и правопорядка на территории страны».
Для этих целей при секретариате А. В. Руцкого была создана рабочая группа для разработки нормативной базы данного вооружённого формирования, затем - оргкомитет при аппарате Вице-президента РСФСР, в состав которого были включены народные депутаты РСФСР, члены комитетов по законодательству, чрезвычайным ситуациям, представители аппарата Вице-президента РСФСР, штаба обороны Дома Советов РСФСР, Моссовета и Московской мэрии, КГБ РСФСР, МВД СССР, народного ополчения, Российско-Американского университета (директор — А. И. Подберёзкин, заместитель — А. Д. Жуков), а также других организаций.
Затем, по мере подготовки проекта закона, была организована комиссия по разработке концепции законопроекта «О создании Российской Гвардии» и положения «О Российской Гвардии».

## Создание Российской гвардии
В соответствии с законопроектной документацией, на части и соединения Российской гвардии планировалось возложить:
- Обеспечение законными средствами эффективной защиты, безопасности и нормального функционирования органов государственной власти и управления РСФСР, республик, краев и областей в составе Федерации;
- Проведение мер по нормализации обстановки в регионах, охваченных социальными, национальными и иными, получившими широкое распространение конфликтами;
- Оказание помощи правоохранительным органам в вопросах обеспечения правопорядка, укрепления законности, борьбы с терроризмом, сепаратизмом и организованной преступностью;
- Содействие государственным органам в оказании помощи при ликвидации последствий стихийных бедствий и катастроф;
- Решение иных задач.

Модель для подражания
В качестве модели для создания РГ использовался иностранный опыт (в первую очередь, американский опыт: структура и функции Национальной гвардии США), а также практические рекомендации рабочей группы, составленные на основе изучения российской и мировой практики создания и функционирования подразделений национальной гвардии.
Уставы
Предполагалось, что в своей повседневной деятельности гвардия, до разработки собственных уставных документов, будет руководствоваться положениями уставов и наставлений Вооружённых Сил СССР, в том объёме, в котором их положения не противоречили Конституции РСФСР, законодательству Российской Федерации и Указам Президента РСФСР.
Организационная структура
Для РГ предполагалась следующая структура:
- Совет Российской Гвардии при Президенте РСФСР;
- командование;
- главный штаб;
- региональные воинские формирования постоянной дислокации с мобильными подразделениями специального назначения;
- центры боевого, материально-технического и специального обеспечения;
- учебные центры;
- формирования резерва.

Основным региональным формированием постоянной дислокации предполагалось сделать бригады шестибатальонного состава (командование и штаб + батальоны: управления; борьбы с терроризмом; мотострелковый; инженерно-спасательный; специальной авто-бронетанковой техники; материально-технического обеспечения + дивизионы: противотанковый; зенитно-артиллерийский + учебный центр). В качестве резерва, по взаимному согласованию, в состав региональных подразделений РГ могли быть включены казачьи и другие военно-патриотические формирования, так как предполагалось, что гвардия «действует на правовой основе и опирается на демократические силы народных масс, прогрессивные общественные объединения и военно-патриотические структуры».
Казачьи части
C инициативой о возрождении казачьих войсковых подразделений в составе РГ выступил сам Ельцин, попутно, Ельцин поручил А. В. Руцкому, а также Председателю Государственного комитета РСФСР по оборонным вопросам П. С. Грачёву и Министру обороны РСФСР К. И. Кобцу. В ответ, Правление Союза казаков России, — Верховный атаман А. Г. Мартынов и походный атаман В. В. Наумов, — направило на рассмотрение Президента проект Положения «О организации казачьих воинских частей в составе Российской Национальной Гвардии». Для организации взаимодействия со структурами Министерства обороны РСФСР предлагалось создать соответствующие отделы при министерстве и его территориальных подразделениях. Руководство СКР пошло дальше в своих проектах и обратилось с предложением об организации казачьей службы не только в Национальной гвардии, но и в регулярной Российской армии. Кроме того, на базе казачества предлагалось развёртывание полноценной пограничной службы прямо по месту проживания приграничных казачьих общин и поселений, за счёт усиления их необходимыми силами и средствами, и установления взаимодействия с Управлением погранвойск. Формирование и комплектование казачьих частей предполагалось осуществлять по территориальному принципу (по месту жительства). Руководство СКР, выразив свою обеспокоенность по поводу развала страны и беззащитности России перед возникающими угрозами, акцентировало внимание президента на том обстоятельстве, что традиционные земли казачьего расселения располагались, в основном, по периметру границ России, что могло быть использовано в качестве дополнительного фактора обеспечения территориальной целостности страны в свете угрозы её дальнейшей дезинтеграции, — в этом плане, ими особо подчёркивался многонациональный состав российского казачества, в состав которого входят: калмыки, осетины, украинцы, буряты, якуты и другие национальности. Совокупный мобилизационный потенциал казачества оценивался ими в количестве свыше пятидесяти тысяч полноценных призывников ежегодно (по минимальной оценке авторов проекта). Дополнительным аргументом в пользу создания в составе РГ казачьих войск указывался высокий уровень воинской дисциплины и общей боеготовности казачьих частей, поддерживаемый за счёт специфической организации службы и несколько иной системы поощрений/взысканий. Для поддержания мобилизационной готовность казачьих войск и запасных полков предполагалось ежегодно в мае-июне проводить казачьи сборы. Кроме того, в свете курса на департизацию и деполитизации армии, предполагалось отсутствие каких-бы то ни было политорганов и соответствующих должностей в казачьих частях, с введением института полковых священников РПЦ. Для восстановления исторической преемственности вновь образуемых казачьих войск, предполагалось вручать частям в качестве боевых знамён копии исторических казачьих знамён. Материалы Союза казаков, с соответствующими предложениями, были направлены руководством СКР одновременно Руцкому и Ельцину.
Особенности подчинения
Согласно изначальному проекту Указа «О создании Российской Гвардии» предполагалось, что в военное время формирования РГ по решению Президента РСФСР могут передаваться в подчинение командования Вооружённых Сил СССР.
Бюджет
Финансирование содержания гвардии предполагалось осуществлять за счёт удержания части средств, выделяемых из республиканского бюджета РСФСР в общесоюзный бюджет на оборонные нужды, а также за счёт добровольных пожертвований общественных организаций, коммерческих структур и отдельных граждан.
Принципы комплектования и условия прохождения службы

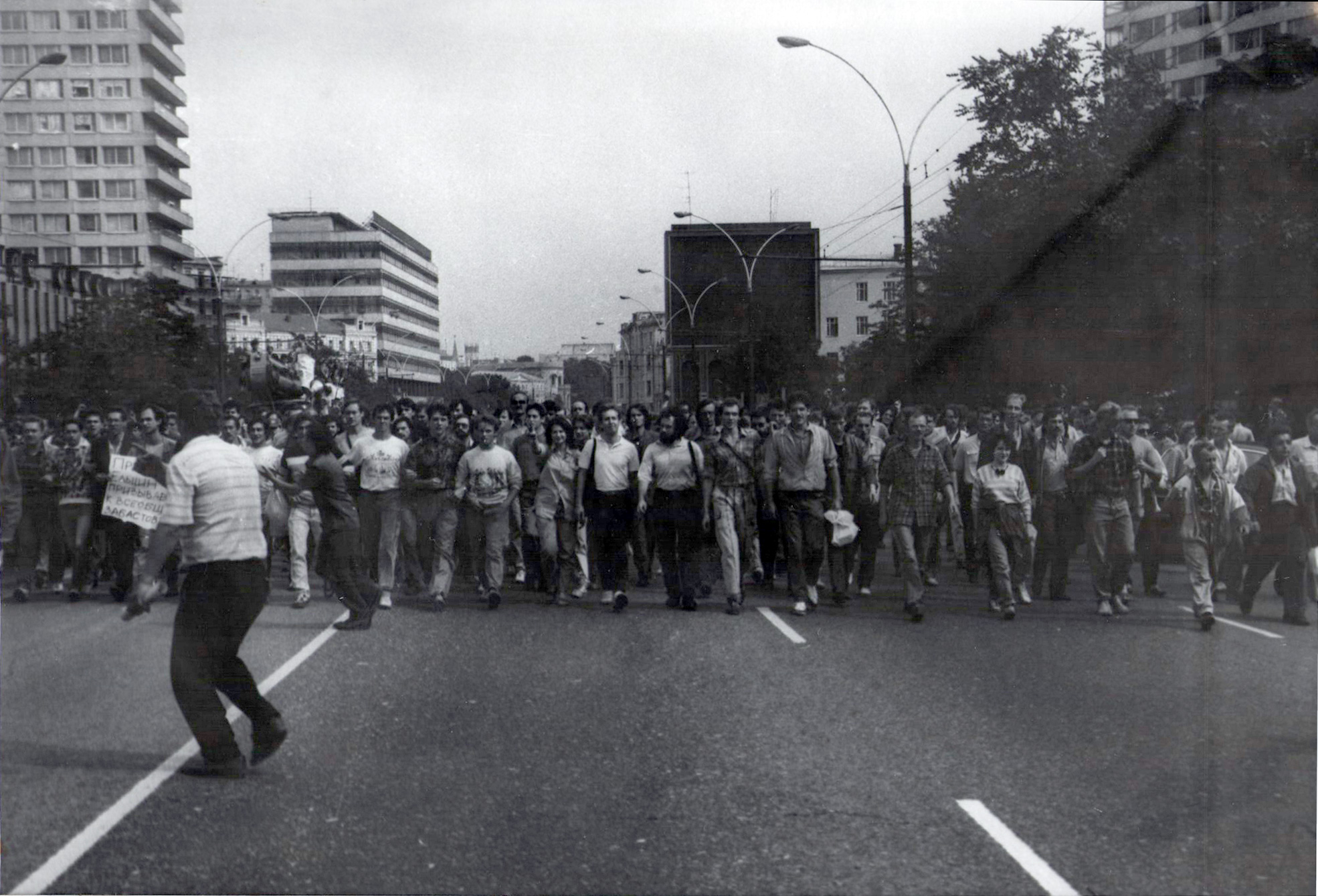
Первоначально части РГ стали формироваться на базе импровизированных отрядов охраны Дома Советов РСФСР, созданных для защиты президента и парламента в процессе подавления путча

Набор в гвардию предполагалось осуществлять на конкурсной основе, для чего необходимо было создать соответствующие комиссии для отбора подходящих кандидатов, законопроектом устанавливалась служба по контракту, предполагавшийся срок службы для рядовых военнослужащих составлял не менее трёх лёт, минимальный возраст для поступления на службу — 20 лет. Набор кадрового состава (без учёта резервных компонентов) мог осуществляться только на добровольной основе среди граждан РСФСР. Гвардейцы обязаны были принести Присягу на верность «народу, Отечеству и Президенту».
Руцкой предполагал, что формирование РГ можно было бы осуществлять также на основе переформирования некоторых частей и подразделений внутренних войск МВД СССР, дислоцированных на территории РСФСР и переведённых под юрисдикцию Российской Федерации, а также кадры, освободившиеся в результате сокращения Вооружённых Сил СССР.
Численность
Планировалось, что формирование гвардии будет продолжаться до 1995 года, а численность её достигнет 60 тысяч человек. 
Начало комплектования
В докладной записке Управляющего делами Администрации Президента РСФСР А. И. Третьякова и заведующего подотделом писем и приёма граждан М. А. Миронова на имя Б. Н. Ельцина отмечалось, что в администрацию в больших количествах поступают письма и телефонные звонки, в которых обратившиеся гневно осуждали введение чрезвычайного положения и другие антиконституционные действия ГКЧП, и поддержали меры, предпринятые Президентом, Верховным Советом и Правительством Республики, требовали всеми доступными средствами добиваться быстрейшего восстановления конституционного порядка в стране, а также многочисленные обращения граждан с одобрением создания национальной гвардии России и готовностью служить в её рядах «для защиты демократических завоеваний».
Все разработанные документы, указанные выше, прошли рассмотрение и были одобрены профильными комитетами Верховного Совета РСФСР и были поданы на рассмотрение Президента и руководителей федеральных ведомств РСФСР. Фактически, уже был начат набор добровольцев в формирующиеся гвардейские части и соединения: при мэрии Москвы, в соответствии с распоряжениями мэра города Г. Х. Попова от 24 августа № 129-РМ и от 28 августа 1991 г. № 131-РМ была создана комиссия по формированию Московской бригады Национальной гвардии РСФСР, отбор в которую прошли около 3 тысяч человек, однако уже 27 сентября 1991 г. Попов издал распоряжение № 181-РМ, которым приостановил формирование Национальной гвардии города Москвы с формулировкой «до выхода федеральных законодательных документов». Помимо мэрии г. Москвы, комплектованием гвардии занялись ветеранские организации, в частности, Союз социальной защиты военнослужащих и членов их семей «Щит» (председатель — В. Г. Уражцев), который в короткие сроки отобрал около 10 тысяч добровольцев. Председатель исполкома союза «Щит» Уражцев заявил на пресс-конференции 18 сентября 1991 г.: «Российская национальная гвардия будет состоять из сорока тысяч человек. Они пройдут жёсткий отбор, при котором будут учитываться и их политические взгляды».

## Прекращение проекта
Несмотря на успешно реализованные начальные организационные мероприятия, Указ Президента «О создании Российской Гвардии» так и не был подписан, так как к моменту его предполагаемого подписания уже возникла конфронтация между А. В. Руцким, который претендовал на роль Начальника главного штаба — Первого заместителя Командующего Российской гвардией, и лицами из ближайшего окружения Б. Н. Ельцина (например, Е. Т. Гайдаром, которого Руцкой назвал «мальчиком в розовых штанишках»). Также против создания РГ выступал будущий Министр обороны РФ генерал-полковник П. С. Грачёв, незадолго до описываемых событий покинувший пост командующего Воздушно-десантными войсками СССР. Кроме того, отрицательно отнесся к этому первый заместитель Министра внутренних дел РСФСР В. Ф. Ерин.
Одновременно с подготовительными мероприятиями группы Руцкого шло ускоренное формирование Корпуса российских спасателей во главе с С. К. Шойгу, — бывшим заместителем Б. Н. Ельцина, которому тот доверял, в отличие от Руцкого. Эти факторы в совокупности стали причиной того, что проект создания Российской гвардии был отложен на неопределённый срок.